# Chrám Zesnutí přesvaté Bohorodice (Moskva)
Uspenský chrám, též Uspenskij sobor v Moskvě (rusky Успенский собор в Москве) je jeden z největších pravoslavných chrámů zasvěcený svátku Zesnutí Panny Marie (Bohorodičky), který se nachází na Chrámovém náměstí v moskevském Kremlu. Byl postaven v letech 1475–1479 pod vedením italského stavitele Aristotela Fioravantiho. Je to jeden z nejvýznamnějších a nejdůležitějších chrámů v Moskvě, zároveň to je nejstarší plně zachovalá stavba v tomto městě.

## Dějiny

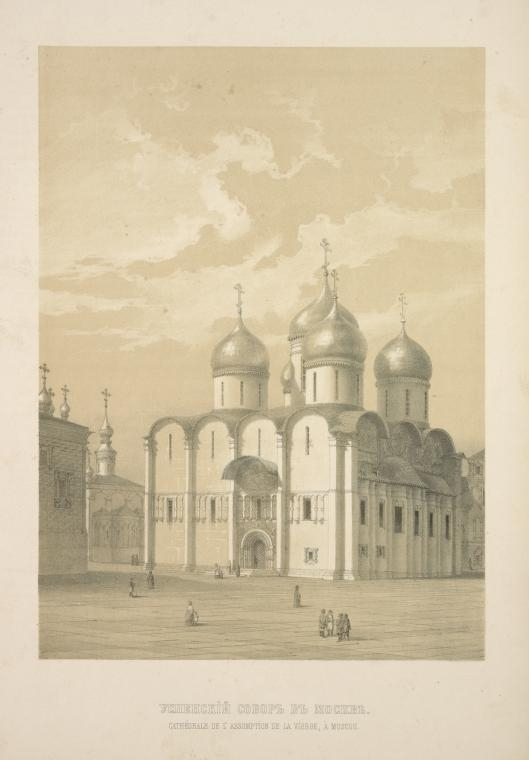
Uspenskij sobor v Moskvě (1856)

První kamenný chrám na místě dnešního byl postaven na počátku 14. století, za vlády knížete Ivana I. 4. srpna 1326 byl na místě původně dřevěného kostela založen chrám z bílého kamene zasvěcený Zesnutí přesvaté Bohorodice na pokyn kyjevského metropolity Petra, který sám krátce nato přesídlil do Moskvy.
Uspěnský chrám byl v letech 1326–1327 prvním kamenným kostelem v Moskvě. Byl to jednolodní chrám, se čtyřmi pilíři, třemi apsidami a třemi přístavbami, postavený po vzoru georgijevského chrámu v Jurjevě-Polském. Kostel byl postaven ve slohu charakteristickém pro toto období: zdivo z hrubě opracovaných kvádrů bílého kamene se spojovala s hladkostěnnými částmi architektonické výzdoby.
Za vlády Ivana III. kostel přestal vyhovovat statutu katedrálního chrámu sílícího centralizovaného ruského státu. K demolici určený kostel se pravděpodobně přestal udržovat a velmi zchátral, o čemž nalézáme záznamy v letopisech.
Realizace stavby nového chrámu na tu dobu ohromných rozměrů, byla svěřena ruským stavitelům Krivcovovi a Myškinovi. Roku 1472 započatá stavba však nebyla dokončena, poté co byla krátce předtím dokončená klenba kostela narušena zemětřesením, ke kterému v Moskvě podle záznamů došlo 20. května 1474.
Ivan III. pozval z Itálie architektа Ridolfa Fioravantiho, zvaného Aristotele, který zcela rozebral zbytky stavby a vztyčil současný chrám podle ruských předloh z 12. století (Uspenského chrámu ve Vladimiru) s prvky tehdejší současné severoitalské architektury. Kostel byl vysvěcen 12. srpna 1479, v předvečer svátku Panny Marie, metropolitou Gerontiem.
Kostel dostal podobu stavby o šesti sloupech, pěti kupolích a pěti apsidách. Postaven z bílého vápence v kombinaci s cihlou (z cihlového zdiva jsou vytvořeny klenba, oblé plochy, východní zeď nad oltářovými apsidami, hranolové sloupy na východní straně skryté za oltářní branou. Ostatní oblé sloupy jsou rovněž z cihel, jsou však vyloženy vápencem).
Prvotní výzdoba chrámu byla vytvořena v období let 1482 až 1515. Na dekoraci se podílel věhlasný ikonopisec Dionisij. V letech 1642–1644 byl chrám znovu vyzdoben, přičemž původní malby se nezachovaly.
Kostel byl mnohokrát poškozen požáry, následně obnovován a restaurován. Po požáru roku 1547 dal Ivan IV. pokyn k vyzdobení vrcholu kostela pozlacenými listy z mědi. Relikvie metropolity Petra byly přeloženy ze stříbrné urny do zlaté. Roku 1624 byla klenba chrámu rozebrána, neboť hrozilo její zřícení a znovu vystavěna podle nového nákresu s přidanou železnou armaturou se zabudováním dodatečných podpůrných oblouků.
V únoru 1548 se zde konala první korunovace ruského panovníka v dějinách. Velkokníže moskevský Ivan III. nechal korunovat tzv. čapkou Monomachovou svého vnuka Dmitrije na velikého knížete „Moskvy a Vladimiru a vší Rusi“. Roku 1547 následovala první carská korunovace Ivana IV. Od té doby až do svržení monarchie se zde konaly panovnické korunovace. Korunovace posledního cara Mikuláše II. a jeho manželky carevny Alexandry Fjodorovny proběhla 26. května 1896.
Roku 1625 bylo do chrámu přeneseno roucho Páně, poslané jako dar caru Michailu Fjodorovičovi perským šáhem Abbásem I. Na počest této události byl v ruské církvi ustanoven svátek «Uložení roucha Páně» (10. července podle juliánského kalendáře). Do zániku ruského carského impéria byla v Uspenském chrámu chována také ikona Vladimirské Bohorodičky. 